# Сквален
Сквален (2,6,10,15,19,23-гексаметилтетракоза-2,6,10,14,18,22-гексаен) — углеводород тритерпенового ряда природного происхождения. Принадлежит к группе каротиноидов.

## Физические и химические свойства
Упрощённая версия пути синтеза стероидов с промежуточными продуктами изопентенилпирофосфат (IPP), диметилаллилпирофосфат (DMAPP), геранилпирофосфат (GPP) и сквален. Некоторые промежуточные продукты опущены:
Сквален — бесцветная вязкая жидкость. Легко растворим в петролейном эфире, диэтиловом эфире, ацетоне. Плохо растворим в уксусной кислоте и этаноле. В воде нерастворим.
Присоединяет галогеноводороды с образованием кристаллических продуктов, при гидрировании образует сквалан.

## Нахождение в природе
В 1916 году доктором Mutsumaru Tsujimoto сквален впервые обнаружен в печени короткошипой и длиннорылой колючей акулы. Впоследствии он был также найден в некоторых растительных маслах (оливковом от 484 до 826 мг/100 г, хлопковом, льняном, амарантовом, аргановом), масле из зародышей пшеницы, во многих растительных и животных тканях, в ряде микроорганизмов.
Сквален, найденный в природе, представляет собой транс-изомер.
Чтобы удовлетворить растущий спрос на сквален из-за его благотворного воздействия на здоровье человека, ежегодно убивают от трех до шести миллионов глубоководных акул, что представляет серьезную опасность для морских экосистем.
Профессором Казахского университета бизнеса и технологии (Астана) Сулейман Ерлан Мэлсович впервые обнаружен источник сквалена в пластовой воде крупного нефтяного месторождения Жанаозен, что подтверждается данными хромато-масс-спектрометрии (GC/MS). Годовое производство может достичь 1500 тонн. Профессор Сулейман Е. М. также разработал технологию извлечения сквалена и получил патент Республики Казахстан.

## Получение
Сквален получают из неомыляемой фракции жиров при действии соляной кислоты в среде ацетона или диэтилового эфира.
Химический синтез осуществляется по реакции Виттига из 1,4-дибромбутана и транс-геранилацетона. Из смеси изомеров транс-сквален выделяют в виде аддукта с тиомочевиной
Сквален в коммерческих целях получают в основном из жира печени акулы и разных растительных источников. Согласно отчету компании Grand View Research, в 2015 году мировой рынок сквалена оценивался в 111,9 млн долларов и 2 973 тонн. На косметику пришлось 64,2 % от общего дохода на рынке, а на фармацевтические препараты 7,7 %. Сквален на растительной основе, полученный из оливкового масла, амарантового масла, зародышей пшеницы и масла из рисовых отрубей, составил 46,0 % от общего объема в 2015 году, что является крупнейшим сегментом объема сквалена на рынке. Сквален животного происхождения также был заметным сегментом рынка, его стоимость оценивалась в 46,2 миллиона долларов.

## Биосинтез
Биосинтез сквалена производится из мевалоновой кислоты. В процессе биосинтеза мевалоновая кислота превращается в фарнезилпирофосфат, который под действием скваленсинтетазы в присутствии тиамина переходит в сквален.
В организме человека сквален синтезируется печенью и выводится в основном через сальные железы. Секреция составляет от 125 до 475 мг/сут.

## Биологическая роль
Сквален является промежуточным соединением в биологическом синтезе стероидов, в том числе и холестерина (через ланостерол), и участвует в обмене веществ.
Кожное сало человека содержит 13 % сквалена в качестве одного из основных компонентов. Одной из основных причин повреждения кожи является окисление. Солнечный свет вызывает процесс перекисного окисления липидов в слое кожи человека, что приводит к ее ухудшению. Сообщалось, что сквален защищает кожу человека от перекисного окисления липидов, вызванного либо воздействием УФ-излучения, либо любым другим окислительным стрессом.

## Медицинское значение
Согласно результатам недавних исследований, сквален и сквалан считаются важными веществами для практического и клинического применения с огромным потенциалом в нутрицевтической и фармацевтической промышленности, и в производстве средств личной гигиены.
Сквален обладает антиоксидантной, кардиозащитной и антиканцерогенной активностью, а также противовоспалительными свойствами.
Высокое содержание сквалена в акулах коррелирует с отсутствием раковых заболеваний у этого вида животных. Считается, что сквален частично отвечает за низкий уровень заболеваемости раком в Средиземноморском регионе, где рацион питания людей отличается высоким содержанием оливок.
Сквален может быть эффективным цитопротектором при токсичности, вызванной циклофосфамидом.
Сквален обладает низкой иммуногенностью и все чаще используется в качестве иммунологического адъюванта в вакцинах, включая сезонные и новые вакцины против пандемического гриппа A (H1N1) 2009 года.